# Бошњаци (архаизам)
Појам Бошњаци је старински (архаични) термин, који се током раног нововековног раздобља користио у свом изворном значењу, као општи назив (демоним) за становнике Босне, независно од њихове етничке, језичке, верске или било које друге припадности. У том смислу, појам Бошњаци се могао односити не само на Србе или Хрвате са ширег простора тадашње Босне, већ и на праве Турке у Босни, као и на припаднике других народа који су живели у Босни или су били родом, односно пореклом са подручја Босне. Појам се користио првенствено за означавање становника саме Босне као географске области, али у најширем контексту се могао односити и на становнике целокупног Босанског пашалука. Тек крајем 19. века, појам је поред изворног демонимског почео да добија и додатно етнонимско значење, у склопу тадашњег аустроугарског етнополитичког пројекта који је био усмерен ка стварању посебне бошњачке нације.

## Архаични демоним
Изворно значење појма Бошњаци у функцији демонима посведочено је бројним примерима из старије и новије историје. Као општа ознака за становнике Босне, појам се појављује у оба издања Српског рјечника, првом из 1818. и другом из 1852. године. Том приликом, Вук Стефановић-Караџић је као састављач речника указао на истоветно демонимско значење појмова Бошњак, Бошњанин и Босанац. Истоветно, односно опште демонимско значење појма Бошњак и осталих истозначних појмова (Бошњанин, Босанац) забележио је и Ђура Даничић, а њихово изворно значење је на истоветан начин забележено и у потоњем Речнику САНУ. Иста изворна значења поменутих појмова бележи и Etimologijski rječnik ЈАЗУ. Поред појма Бошњаци, као општи називи за становнике Босне (у регионалном смислу) изворно су употребљавани и неки други термини, као што су: старји појам Бошњани или нешто млађи појам Босанци. Сви ови појмови су првобитно имали демонимско значење.
Тек у новије време, појам Бошњаци је поред свог изворног демонимског значења почео да добија и додатно, етнонимско значење, као назив за етничке Бошњаке. До тога је дошло крајем 19. века, након неуспеха првобитног покушаја аустроугарских власти да након окупације Босне и Херцеговине (1878) створе интегралну босанску нацију, што није уродило плодом због одлучног противљења од стране Срба и Хрвата. Пошто им није успело да општи појам "Босанци" претворе у етничку одредницу, аустроугарске власти су своју пажњу преусмериле ка појму "Бошњаци", коме је из етнополитичких разлога приписано и "етничко" значење. Главни идеолог и спроводилац такве политике био је аустроугарски министар Бенјамин Калај, који је успео да придобије део муслиманских првака, првенствено у централној Босни, док је већина муслиманских првака из Херцеговине одбила да се одрекне свог традиционалног херцеговачког регионалног идентитета. Упркос томе, аустроугарске власти су путем етнификације појма Бошњаци наставиле са политиком бошњачења, која је била усмерена према муслиманском становништву Босне.
Иако је поменута политика пропала заједно са сломом Аустроугарске (1918), сличне замисли су обновљене крајем 20. века. У време распада Југославије, поједини прваци босанских Муслимана, међу којима су били Адил Зулфикарпашић, Мухамед Филиповић и Алија Изетбеговић, покренили су акцију у циљу преименовања тадашњих етничких Муслимана у "Бошњаке". Почетком 1993. године, међу муслиманским челницима још увек није била постигнута пуна сагласност о том питању, тако да је приликом тадашње измене Устава "Републике Босне и Херцеговине" задржана дотадашња народна одредница "Муслимани". Међутим, након ескалације муслиманско-хрватског рата током лета исте године, дошло је до радикализације међу муслиманским челницима. Кључни корак у правцу званичног прихватања новог бошњачког имена учињен је у септембру 1993. године на Првом бошњачком сабору у Сарајеву, када је донета политичка одлука о преименовању дотадашњих југословенских Муслимана у Бошњаке. Та одлука је потом и формално озваничена у марту 1994. године, када је донет Уставни закон о измјенама и допунама Устава Републике Босне и Херцеговине, чији је 7. члан гласио: "U Ustavu Republike Bosne i Hercegovine - Prečišćeni tekst, riječ ‘Muslimani’, u različitim padežima, zamjenjuje se riječju ‘Bošnjaci’, u odgovarajućem padežu". Тиме је старнски појам Бошњаци поред свог изворног демонимског значења коначно добио и своје додатно етнонимско значење, као назив за етничке Бошњаке.

## Занимљивости
Услед слабог образовања становништва у ранијим временима, у доба пред крај турске владавине Балканом, многи људи са српских простора су имали скучене и погрешне погледе на шире Српство и криво су схватали народне идентитете Срба разних вера и Срба који су живели и ван Срема или Србије. Тако су у Срему Вука Караџића и његова настојања да само ијекавица буде српски књижевни језик, многи криво тумачили да им он намеће хрватски језик. Игњата Брлића су у Темишвару Срби држали за Хрвата, иако је био Србин католик. Због тога га је брат Андрија корио, а он се у писму од 2. фебруара 1861. бранио да га тако српски пријатељи држе за Хрвата. Бискупа Ивана Антуновића, Буњевца, је вређао став кнеза Милоша Обреновића да су сви католици преко Саве и Дунава Швабе. У мемоарима Матије Ненадовића се сви у Босни сматрају Бошњацима, а житељи Србије су му Срби. Херцеговци му нису Бошњаци (226. стр.). Сава Сретеновић, секретар министарства просвете и црквених послова, је након повратка из Ђакова са састанка са Штросмајером писао 1. децембра 1862., министру финансија Кости Цукићу о том разговору са бискупом. Између осталога је записао: ...Римокатолици у Босни,...престали би отуђивати се, као што сада чине, како од православних Бошњака, тако и од Срба. Таква перцепција и крива тумачења историје и садашњости су и данас својствена људима ужег образовања, па секретар редакције Православља, новина српске патријаршије, Снежана Крупниковић, 2016. године пише: Првојерарх Српски је тада дошао да захвали црногорском народу на великој помоћи коју су учинили братском, српском народу који је грцао под теретом страшних мајских поплава.